# Cubo truncado biaumentado
En geometría, el cubo truncado biaumentado es uno de los sólidos de Johnson (J67).